# Schalkhaar
Schalkhaar is een dorp in de Nederlandse gemeente Deventer (provincie Overijssel). Schalkhaar had 5.925 inwoners op 1 januari 2023.
Het dorp ligt ten noordoosten van Deventer en is sterk gericht op die stad. Door uitbreidingen van de stad wordt Schalkhaar aan de west-, zuid- en oostzijde omringd door Deventer. Andere plaatsen in de omgeving zijn Colmschate, Diepenveen, Heeten (gemeente Raalte), Lettele en Okkenbroek.

## Geschiedenis
Het dorp is in het begin van de 19de eeuw ontstaan op wat hoger gelegen zandgrond bij de splitsing van Oerdijk en de Spanjaardsdijk, eeuwenoude routes vanuit Deventer naar Lettele en Heeten. Het dorpje dat toen bestond uit enkele boerderijen was gelegen tussen de heidevelden van het Wechelerveld en de landbouwgronden op de Rielerenk. Het dorp werd aanvankelijk Riele genoemd. Dankzij een donatie van koning Lodewijk Napoleon kon hier in 1810 het eerste rooms-katholieke kerkje van Deventer en omgeving na de Reformatie worden gebouwd. In 1895 werd het opgevolgd door de huidige kerk.
Schalkhaar was in Nederland bekend als legerplaats. In de Westenberg Kazerne was tijdens de Tweede Wereldoorlog het Politie Opleidings Bataljon Schalkhaar gehuisvest, opgericht in juli 1941. Hier werden Nederlandse politiemensen onder Duits toezicht geschoold in de ideologie van de SS. Na de oorlog werd de kazerne door de Koninklijke Landmacht in gebruik genomen. Vooral het 13e pantserinfanterie bataljon, Garde Fuseliers 'Prinses Irene' heeft lang van de kazerne gebruikgemaakt.
Sinds de Tweede Wereldoorlog verrezen in Schalkhaar verschillende nieuwbouwwijken: Laarmanskamp (1960), Rozebotteltuin (1964), Aarninkskamp (1965), Oranjebuurt (1965), Bakkerskamp (1969), Het Mensink (1973), De Ganzeboom (1979), Het Hagenvoorde (1985), De Westenberg (2003), De Wijtenhorst (2012), Horsterhoek (2013) en Douwelerleide (2015).
Tot een gemeentelijke herindeling in 1999 maakte Schalkhaar deel uit van de gemeente Diepenveen.

## Cultuur
In het dorp is een Kulturhus met onder andere een vestiging van de Openbare bibliotheek.

### Nicolaaskerk

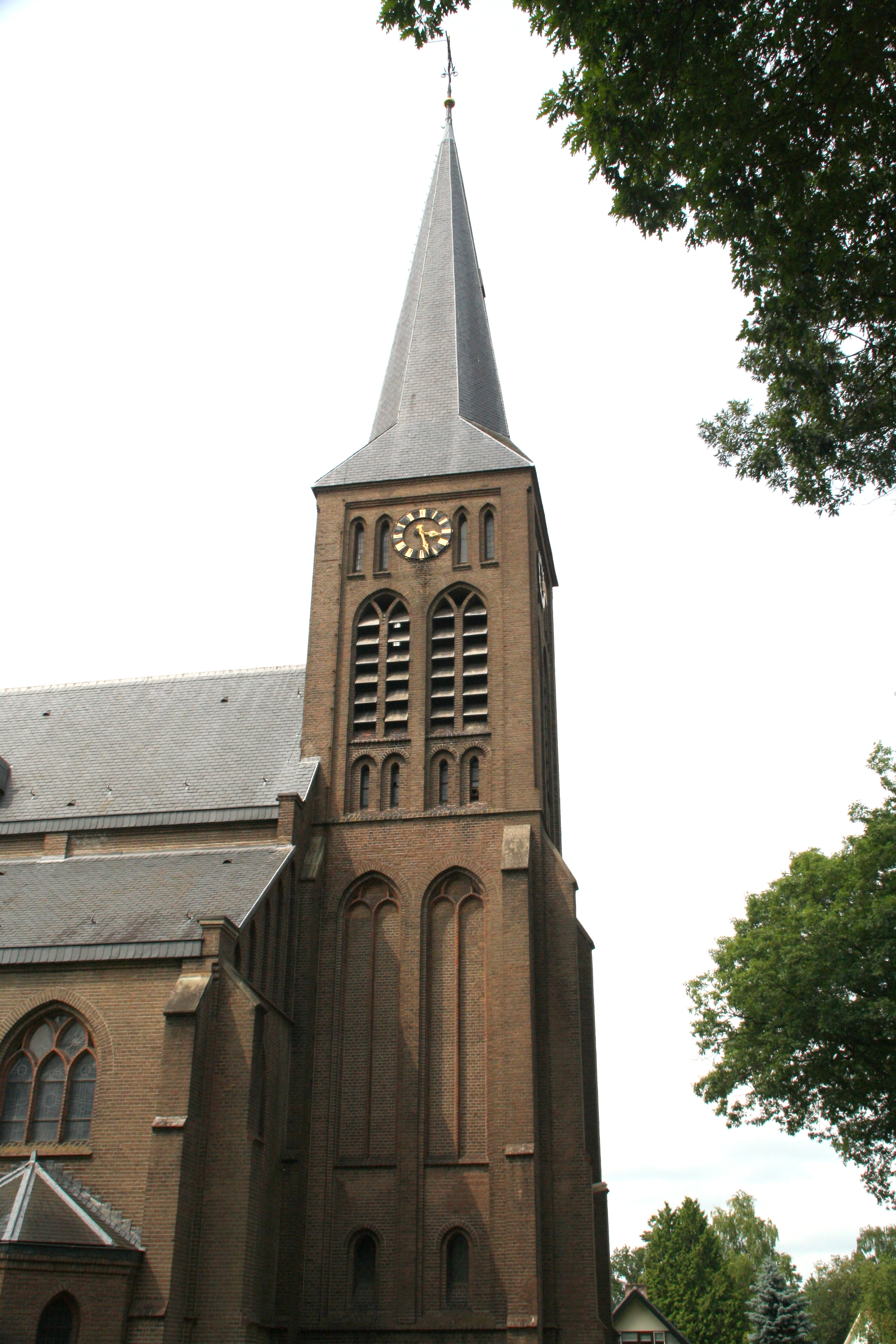
Sint Nicolaaskerk

De driebeukige neogotische pseudobasiliek in het centrum van het dorp heeft als kenmerk een hoger middenschip, maar zonder lichtbeuk. De toren heeft aan de oostzijde een ingesnoerde spits. De kerk is een ontwerp van architect Gerard te Riele en dateert uit 1895. Ze is rond 1920 uitgebreid met het dwarskoor aan de westzijde. In 2005 is de Nicolaaskerk gerestaureerd waarbij men vooral het priesterkoor wijzigde in een ruimte met een meer functionele bestemming, voor bijvoorbeeld concerten. De nieuwe Vredeskapel is toen bijgebouwd, terwijl enkele jaren later ook het vier meter hoge Heilig Hartbeeld uit 1933 voor de hoofdingang en de overhuifde Calvariegroep op het kerkhof zijn gerestaureerd.  De neogotische toren van de kerk lijkt sterk op die van de Nicolaaskerk van Lettele die eveneens ontworpen werd door Te Riele.

#### Mariaverering
Sinds 1953, toen het middeleeuwse genadebeeld van Onze Lieve Vrouwe van Frieswijk een plaats kreeg in de Nicolaaskerk, is Schalkhaar een bedevaartsoord. Het 40 cm hoge beeldje dat in 1922 in een boerderij in Averlo tevoorschijn kwam en waarvan de herkomst verder onbekend is, werd in 1954 door Mgr. Alfrink in de aanwezigheid van 7.000 gelovigen plechtig gekroond tot 'koningin van Overijssel'. Het beeld kreeg toen een gouden met briljanten bezette kroon gemaakt door Jan Eloy Brom.

## Onderwijs
Basisonderwijs:
- Openbare basisschool De Sleutel, school voor daltononderwijs
- Rooms-katholieke basisschool Nicolaas

## Natuur
In en rond Schalkhaar zijn een aantal kleine en grotere bos- en natuurgebieden. Bij de kerk ligt het Pastoorsbos. Park Braband is een beboomde villawijk uit het begin van de twintigste eeuw, en tussen Deventer en Schalkhaar ligt nog het Generaalsbos, genoemd naar generaal Cort Heyligers die in de negentiende eeuw Huize Brinkgreve bewoonde op het gelijknamige landgoed. Het open landbouwgebied van de Rielerenk is met de komst van het Deventer Ziekenhuis gedeeltelijk bebouwd. Bij de Douwelerkolk bevindt zich het wat verruigde voormalige buitengoed De Kolk, nu wandel- en natuurgebied. Het Wechelerveld heeft lang dienstgedaan als vuilstortplaats, oefenterrein voor huzaren uit Deventer en infanteristen van de Westenbergkazerne. Het staat daarom ook bekend als het 'Exercitieveld'. Het is nu een veel bezocht hondenlosloopterrein annex recreatiegebied met bos- en heidegedeeltes en enkele paddenpoelen. Er lopen wandel- en fietspaden en een mountainbikeroute doorheen.
Aan de oostkant van het dorp ligt net voor het kanaal Deventer-Raalte aan de Oerdijk het Themmenbos, dat ook wel 'Bos van Stoffel' genoemd werd.) Dit bos is niet toegankelijk voor bezoekers.
Ten noorden van het dorp ligt net over de Zandwetering aan de Spanjaardsdijk het 'Beatrix-en-Claus'-bosje, een wandelparkje waarvan de bomen in 1966 ter gelegenheid van het huwelijk van Prinses Beatrix met Prins Claus werden geplant.
Ten slotte ligt tussen de Zandwetering en de nieuwe woonwijk Het Hagenvoorde (1997) het Zandweteringbos.

## Asielzoekerscentrum

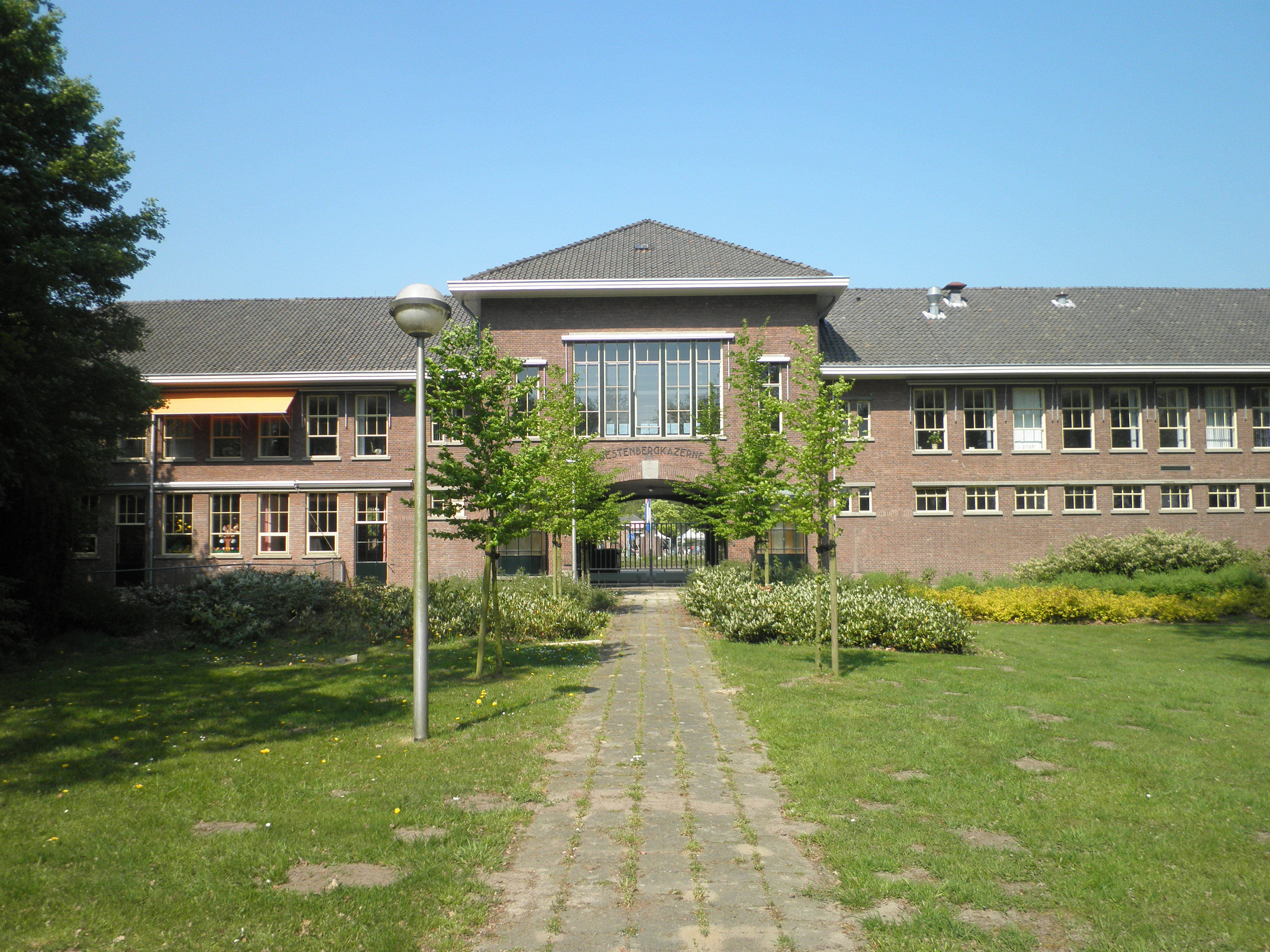
Westenbergkazerne

Begin jaren '90 kreeg de Westenbergkazerne een andere bestemming. Een groot deel kwam in gebruik bij het Centraal Orgaan opvang asielzoekers. Aanvankelijk was het een opvang- en onderzoekcentrum, later een asielzoekerscentrum. In 2005 werd de accommodatie omgezet in een terugkeerlocatie voor afgewezen asielzoekers om vervolgens in 2008 dienst te gaan doen als oriëntatie- en inburgeringscentrum.

## Sport
In Schalkhaar zijn o.a. de volgende sportfaciliteiten:
| Sport                      | Naam                                                                |
| -------------------------- | ------------------------------------------------------------------- |
| Badminton                  | SVS Schalkhaar                                                      |
| Gymnastiek/Jazz            | SVS Schalkhaar                                                      |
| Handbal                    | sv Schalkhaar                                                       |
| Honk- en Softbalvereniging | HSV The Eagles                                                      |
| Judo                       | Schalkhaar                                                          |
| Schaats- en Skeelerclub    | In Beweging                                                         |
| Schietsport                | sv Prins Maurits                                                    |
| Tennis                     | TC Park Braband                                                     |
| Voetbal                    | sv Schalkhaar                                                       |
| Volleybal                  | Avior (Fusie in 2016 tussen SVS Schalkhaar en DeVolCo’ 88 Deventer) |

## Bekende inwoners

### Geboren in Schalkhaar
- Aloys Oosterwijk (25 juni 1956), striptekenaar
- Jan van Dijk (10 december 1956), voetballer en voetbalcoach
- Henk Veldmate (21 januari 1957), voetballer en voetbalbestuurder
- Steven van Groningen (29 december 1957), roeier
- Alfred Knippenberg (27 augustus 1969), voetballer
- Mustafa Saymak (11 februari 1993), voetballer
- Sanne in 't Hof (24 januari 1998), schaatsster

### Overleden in Schalkhaar
- Antonius Vosman (1896 - 1967), architect
- Toon Krosse (1910 - 1982), politicus